# آدم ستيكا
آدم ستيكا (بالفرنسية: Adam Styka)‏ رسام بولندي-فرنسي ولد يوم 7 نيسان 1890 في بولندا وتوفي يوم 23 أيلول 1959 في دوليزتاون، بنسيلفانيا، الولايات المتحدة.